# Fred Thompson
Freddie Dalton "Fred" Thompson, född 19 augusti 1942 i Sheffield, Alabama, död 1 november 2015 i Nashville, Tennessee, var en amerikansk advokat, lobbyist och skådespelare. Som republikansk politiker representerade han Tennessee i USA:s senat från 1994 till 2003 och han var en av de republikaner som ville bli partiets kandidat i presidentvalet i USA 2008. Thompson bodde i McLean, Virginia nära Washington D.C.

## Biografi

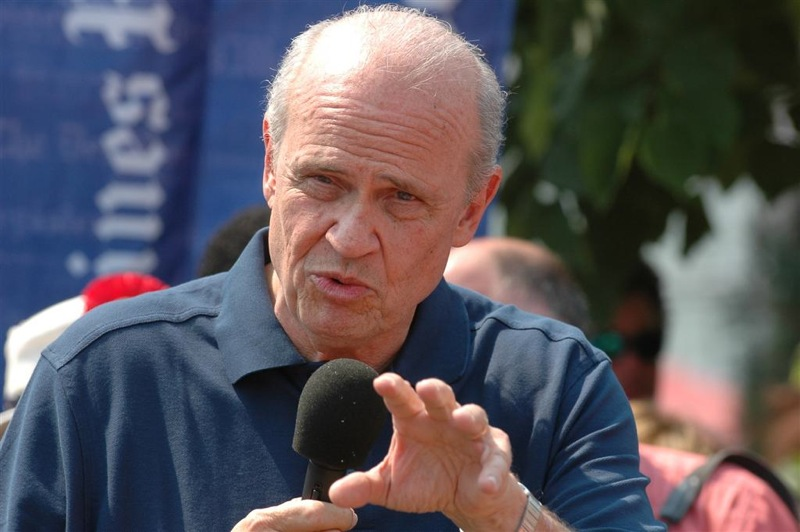
Thompson talar på Iowa delstatsmarknad 17 augusti 2007.

Thompson avlade 1964 sin grundexamen i filosofi och statsvetenskap vid Memphis State University. Och sedan 1967 sin juristexamen vid Vanderbilt University Law School. 1969-1972 arbetade han som biträdande åklagare, och deltog 1973-1974 som jurist i en av senaten tillsatt utredning av Watergateskandalen. Från 1970-talet till 1990-talet arbetade Fred Thompson huvudsakligen som advokat och delvis som lobbyist.

### Skådespelarkarriär
Fred Thompsons skådespelarkarriär inleddes när han erbjöds att spela sig själv i filmen Marie som skildrade ett korruptionsfall rörande Tennessees guvernör Ray Blanton (D). Thompson hade varit advokat för en tjänsteman som avskedats av guvernören för att hon vägrat verkställa frigivningen av brottslingar som benådats av guvernören, och i samband med detta avslöjat en mutskandal. Rättsfallet inträffade 1977-1978, och filmen hade premiär 1985.
Under sin skådespelarkarriär har Thompson deltagit i såväl produktioner för film som TV. I dessa produktioner porträtterar han ofta olika myndighetspersoner. Under de sista månaderna av sitt senatorsmandat under år 2002 blev Thompson en del av skådespelarensemblen för tv-serien I lagens namn (eng: Law & Order) där Thompson kom att spela rollen som Arthur Branch, distriktsåklagare i New York City.
Under sin karriär som skådespelare har Thompson agerat i ett stort antal filmer, som Die Hard 2 och I skottlinjen.
Den 30 maj 2007 bad han om att få lämna tv-serien I lagens namn, möjligen som en förberedelse för sin presidentvalskampanj inför USA:s presidentval 2008.

### Politisk karriär
Efter att i sin juristkarriär under många år ha arbetat i politikens närhet, ställde Fred Thompson 1994 upp som republikansk kandidat till USA:s senat. Valet var ett fyllnadsval för en period av två år, efter att demokraten Al Gore i förtid hade lämnat sin post i senaten för att i januari 1993 bli USA:s vicepresident. Under perioden 1993-1994 satt Harlan Mathews på posten tills ett fyllnadsval kunde ordnas. Thompsons demokratiske motkandidat i valet var kongressledamoten Jim Cooper, och Thompson vann med stor marginal. Han installerades på sin senatsplats i december 1994. (Hade han ställt upp i ett vanligt val snarare än ett fyllnadsval hade han tillträtt i januari 1995, men valda i fyllnadsval tillträder så snart det officiella valresultatet blivit klart.) 1996 valdes han om till en hel mandatperiod om 6 år, efter att i valet ha besegrat den demokratiske kandidaten Houston Gordon. Thompson ställde inte upp för omval 2002, utan efterträddes i januari 2003 av republikanen Lamar Alexander.
I republikanernas primärval inför presidentvalet i USA 2000 stödde Thompson först Lamar Alexander, och efter att Alexander drog sig ur gav Thompson till stöd till John McCain, och hade även en framträdande post i McCains valkampanj. McCain förlorade dock till George W. Bush, som även vann presidentvalet.
Som en förberedelse inför en eventuell presidentvalskampanj skapade Thompson den 1 juni 2007 en kommitté för att "testa vattnet". Den 5 september 2007 tillkännagav Thompson officiellt sin kandidatur, i samband med ett TV-framträdande hos Jay Leno. I de flesta opinionsundersökningar under perioden juli-augusti 2007 placerade sig Thompson som nummer två bland de republikanska kandidaterna, bakom Rudy Giuliani, vilket gav honom en god start på sin officiella kampanj. Under september 2007 låg omväxlande Thompson och Giuliani på första plats, och under oktober-november 2007 låg åter Thompson på andra till tredje plats i de flesta undersökningar.
Den 22 januari 2008 meddelade Thompson att han lägger ner sin kampanj om att bli USA:s president.
Han var medlem av Council on Foreign Relations och Visiting Fellow vid American Enterprise Institute där han var specialist på nationell säkerhet och underrättelseverksamhet.

### Privatliv

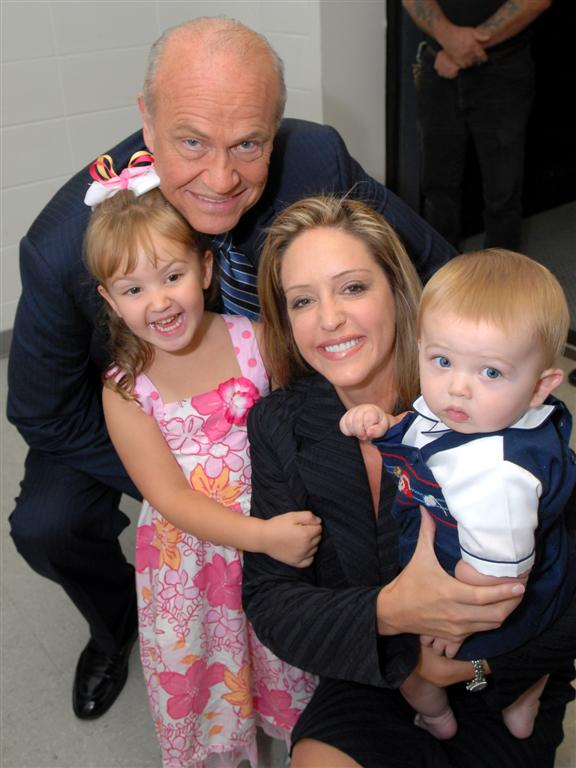
Fred och Jeri Thompson och deras barn, 2007.

Thompson gifte sig 1959 med Sarah Elizabeth Lindsey. De fick tre barn, två söner och en dotter. Dottern dog 2002. Äktenskapet slutade i skilsmässa 1985. Därefter hade han en relation med sångerskan Lorrie Morgan. 1996 inledde han en relation med Jeri Kehn (född 1966). De gifte sig 2002 och fick två barn.

## Filmografi, i urval
- 1985 – Marie
- 1987 – Ingen utväg
- 1988 – Agentskolan
- 1989 – China Beach (TV-serie) (1 avsnitt)
- 1989–1993 – Matlock (TV-serie) (3 avsnitt)
- 1990 – Days of Thunder
- 1990 – Die Hard 2
- 1990 – Jakten på Röd Oktober
- 1991 – Cape Fear
- 1991 – Curly Sue
- 1991 – Flight of the Intruder (okrediterad)
- 1992 – Het sand (okrediterad)
- 1993 – Born Yesterday
- 1993 – I skottlinjen
- 1994 – Baby på vift
- 2000 – Sex and the City (TV-serie) (1 avsnitt)
- 2002–2007 – I lagens namn (TV-serie) (115 avsnitt)
- 2003–2006 – Law & Order: Special Victims Unit (TV-serie) (11 avsnitt)
- 2005 – Law & Order: Criminal Intent (TV-serie) (2 avsnitt)
- 2005–2006 – Law & Order: Trial by Jury (TV-serie) (13 avsnitt)
- 2005 – Zuper-Zebran (röstroll)
- 2007 – Bury My Heart at Wounded Knee
- 2011–2012 – The Good Wife (TV-serie) (2 avsnitt)
- 2012 – Sinister